# Dave Hollins
Pour les articles homonymes, voir Hollins.
David Michael Hollins (né le 25 mai 1966 à Buffalo, New York, États-Unis) est un ancien joueur de troisième but de la Ligue majeure de baseball.

## Carrière
Joueur des Gamecocks de l'université de Caroline du Sud, Dave Hollins est repêché par les Padres de San Diego au 6e tour de sélection en 1987 mais il ne joue jamais dans les majeures pour cette équipe, puisqu'il est réclamé par les Phillies de Philadelphie au repêchage de la règle 5 tenu en décembre 1989. Hollins débute dans le baseball majeur avec les Phillies en 1990 et joue pour Philadelphie jusqu'en 1995. Il fait partie de l'équipe championne de la Ligue nationale en 1993 et participe cette année-là au match des étoiles, le seul où il est invité durant sa carrière. Il frappe deux circuits aux dépens de Greg Maddux des Braves d'Atlanta dans la Série de championnat 1993 de la Ligue nationale,. Après la Série mondiale 1993 perdue par Philadelphie, Hollins apprend qu'il est diabétique.
Échangé par Philadelphie aux Red Sox de Boston le 24 juillet 1995 contre le joueur de champ extérieur Mark Whiten, Hollins y termine la saison avant de rejoindre les Twins du Minnesota la saison suivante. Le 29 août 1996, les Twins le transfèrent aux Mariners de Seattle en échange d'un joueur à être nommé plus tard. Celui-ci, annoncé le 13 septembre qui suit, est la future vedette David Ortiz, sans doute le « joueur à être nommé » le plus célèbre. Après avoir terminé la campagne 1996 à Seattle, Hollins évolue pour les Angels d'Anaheim en 1997 et 1998, les Blue Jays de Toronto en 1999, les Indians de Cleveland pour deux matchs en 2001, puis enfin pour les Phillies, où il termine sa carrière de joueur pour 14 matchs joués en 2002.
En 983 matchs joués sur 12 saisons dans les majeures, Dave Hollins a compilé 870 coups sûrs, 112 coups de circuit, 482 points produits et 578 points marqués. Sa moyenne au bâton en carrière se chiffre à ,260 et sa moyenne de présence sur les buts à ,358.
Après sa carrière de joueur, Hollins est dépisteur pour les Orioles de Baltimore puis les Phillies de Philadelphie,. 